# Паральша (посёлок)
Паральша́ (чув. Паральша) — опустевший посёлок в Ибресинском районе Чувашской Республики. Входит в состав Берёзовского сельского поселения.

## География
Находится в центральной части Чувашии на расстоянии приблизительно 16 км на запад-юго-запад по прямой от районного центра посёлка Ибреси.

## История
Известен с 1925 года как поселок сельхозартели "Паральша". В 1926 году учтено 24 двора и 76 жителей, в 1939 271 житель, в 1979 - 18. В 2002 году отмечено 2 двора, в 2010 году уже жилых дворов нет.

## Население
Постоянное население составляло 4 человека (чуваши 100 %) в 2002 году, 0 в 2010.